# Chevrainvilliers
Chevrainvilliers est une commune française située dans le département de Seine-et-Marne en région Île-de-France.
Au dernier recensement de 2022, la commune comptait 255 habitants.

## Géographie

### Localisation

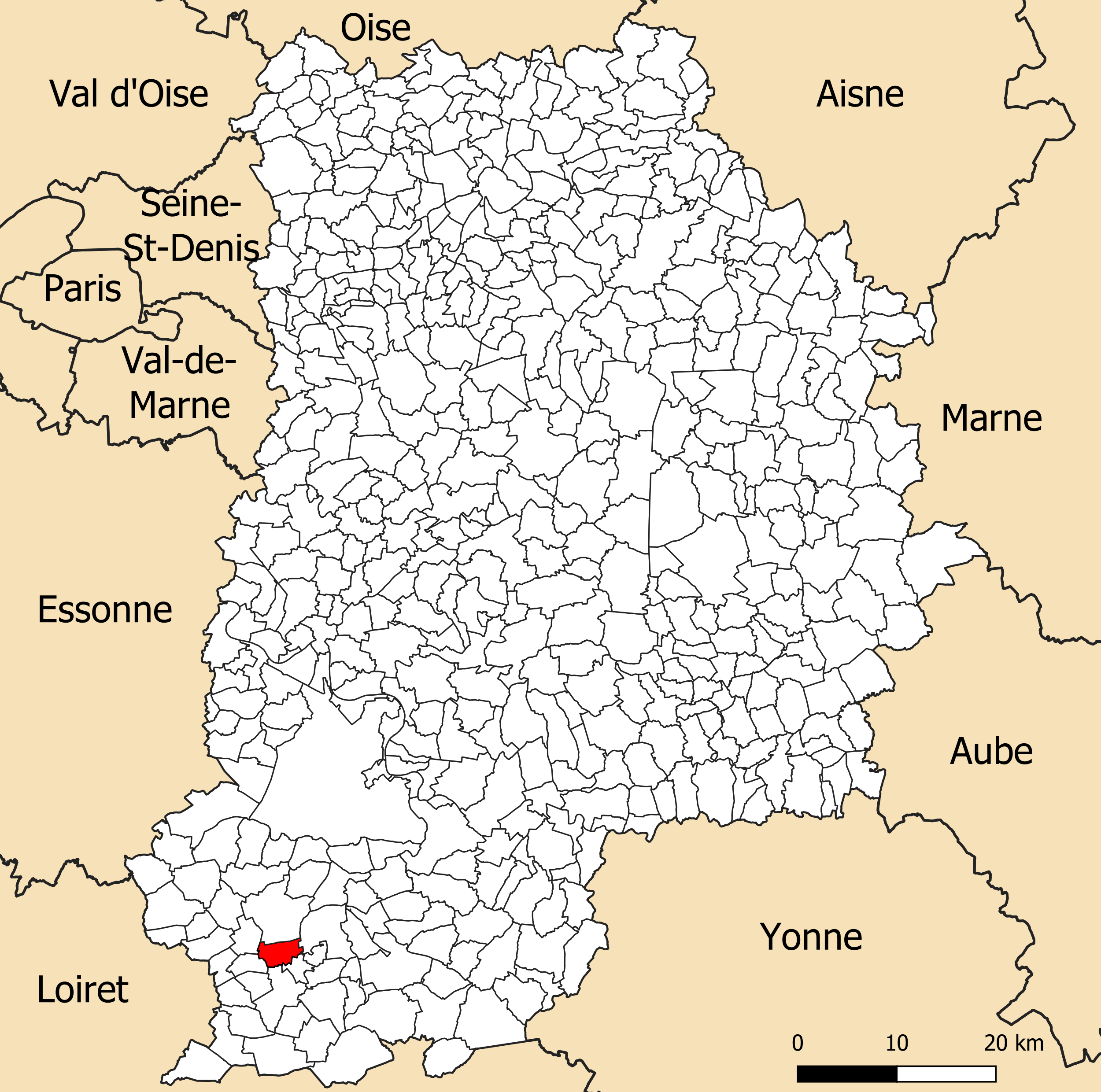
Localisation de Chevrainvilliers dans le département de Seine-et-Marne.

La commune de Chevrainvilliers se trouve dans le département de Seine-et-Marne, en région Île-de-France.
Elle se situe à 39,49 km par la route de Melun, préfecture du département, à 22,98 km de Fontainebleau, sous-préfecture et à 7,11 km de Nemours, bureau centralisateur du canton de Nemours dont dépend la commune depuis 2015. La commune fait en outre partie du bassin de vie de Nemours et des 69 communes  du parc naturel régional du Gâtinais français (dont 33 en Seine-et-Marne)

### Communes limitrophes

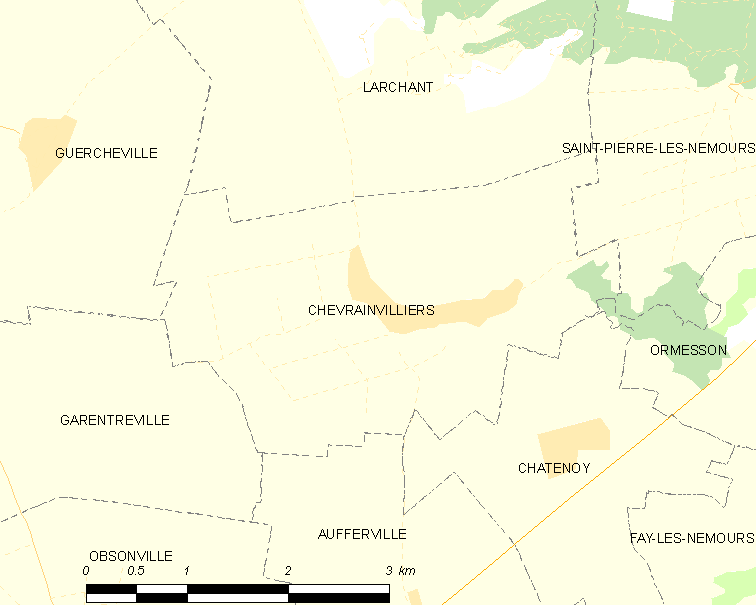
Carte des communes limitrophes de Chevrainvilliers.

Les communes les plus proches sont : 
Châtenoy (1,5 km), Ormesson (2,8 km), Aufferville (3,4 km), Guercheville (4,5 km), Faÿ-lès-Nemours (4,6 km), Larchant (4,6 km), Garentreville (4,9 km), Obsonville (5,0 km).
| Guercheville  | Larchant         | Saint-Pierre-lès-Nemours |
| Garentreville | Chevrainvilliers | Ormesson                 |
|               | Aufferville      | Châtenoy                 |

### Géologie et relief
L'altitude de la commune varie de 85 mètres à 118 mètres pour le point le plus haut, le centre du bourg se situant à environ 104 mètres d'altitude (mairie).
Le territoire de la commune se situe dans le sud du Bassin parisien, plus précisément au nord de la région naturelle du Gâtinais.
Géologiquement intégré au bassin parisien, qui est une région géologique sédimentaire, l'ensemble des terrains affleurants de la commune sont issus de l'ère géologique Cénozoïque (des périodes géologiques s'étageant du Paléogène au Quaternaire),.

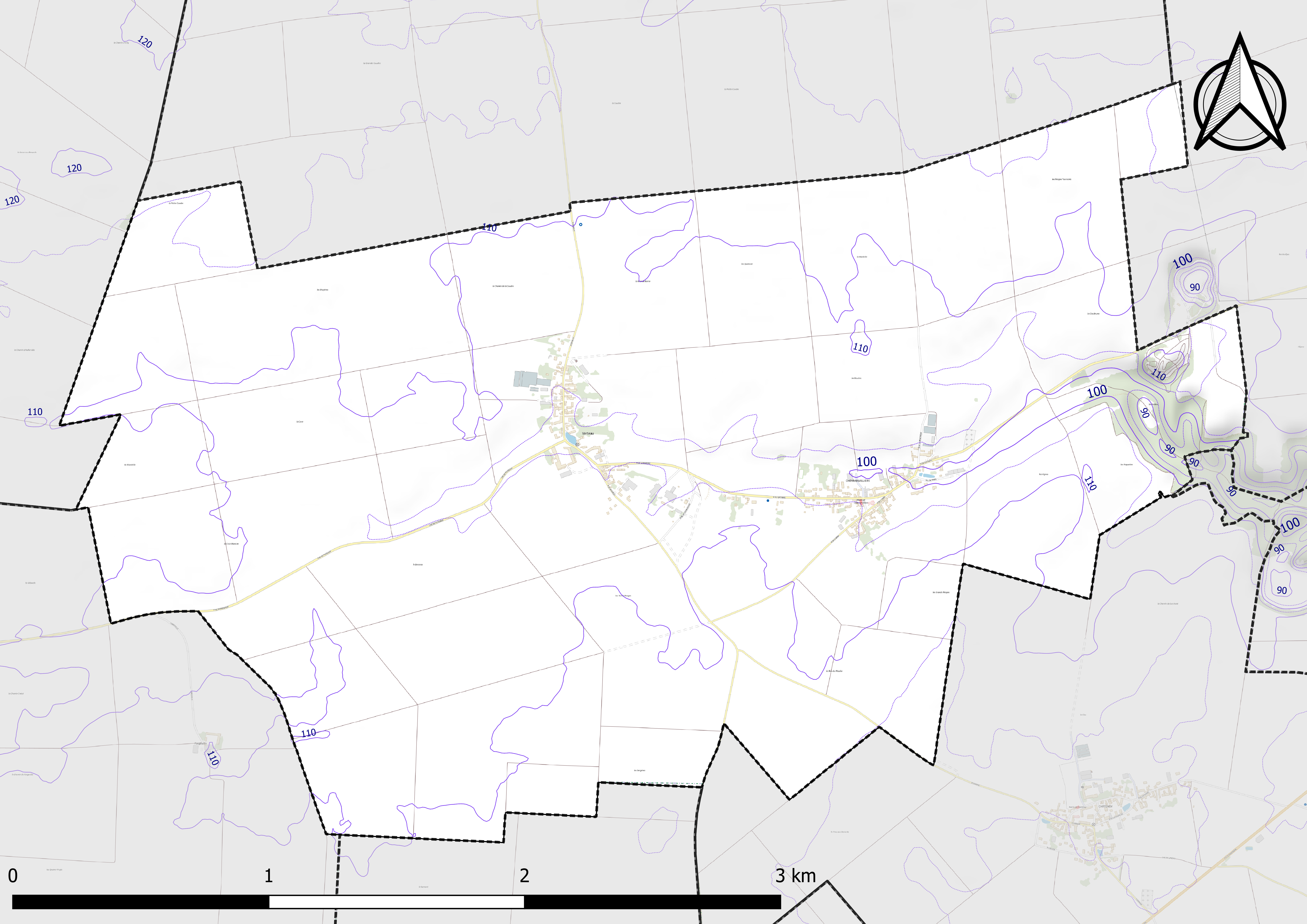
Carte du relief de Chevrainvilliers.
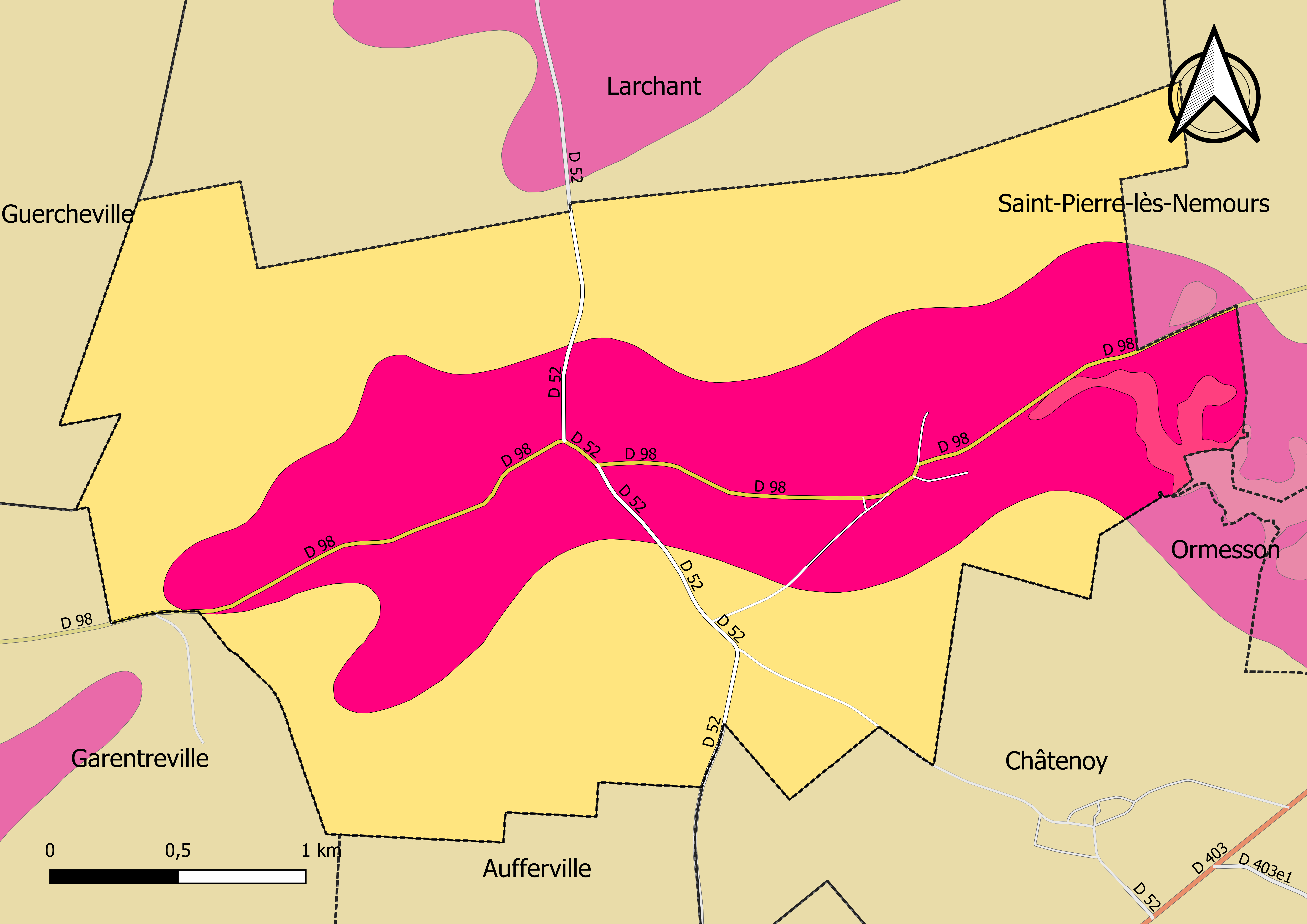
Carte géologique vectorisée et harmonisée de Chevrainvilliers.

|  | LP : | Limon des plateaux de composition argilo-marneuse. |

|  | g1CE : | Calcaire d'Étampes, meulières, marnes, calcaires du Gâtinais.                   |
|  | g1SF : | Sables de Fontainebleau, accessoirement grès en place ou peu remanié (versant). |

La commune est classée en zone de sismicité 1, correspondant à une sismicité très faible.

### Hydrographie
Il n'existe aucun réseau hydrographique de surface.

### Climat
Pour des articles plus généraux, voir Climat de l'Île-de-France et Climat de Seine-et-Marne.
En 2010, le climat de la commune est de type climat océanique dégradé des plaines du Centre et du Nord, selon une étude du CNRS s'appuyant sur une série de données couvrant la période 1971-2000. En 2020, Météo-France publie une typologie des climats de la France métropolitaine dans laquelle la commune est exposée à un climat océanique altéré et est dans une zone de transition entre les régions climatiques « Sud-ouest du bassin Parisien » et « Nord-est du bassin Parisien ».
Pour la période 1971-2000, la température annuelle moyenne est de 10,9 °C, avec une amplitude thermique annuelle de 15,6 °C. Le cumul annuel moyen de précipitations est de 693 mm, avec 10,8 jours de précipitations en janvier et 7,4 jours en juillet. Pour la période 1991-2020, la température moyenne annuelle observée sur la station météorologique la plus proche, située sur la commune de Saint-Pierre-lès-Nemours à 5 km à vol d'oiseau, est de 11,4 °C et le cumul annuel moyen de précipitations est de 697,6 mm,. Pour l'avenir, les paramètres climatiques de la commune estimés pour 2050 selon différents scénarios d'émission de gaz à effet de serre sont consultables sur un site dédié publié par Météo-France en novembre 2022.
| Mois                                  | jan.           | fév.             | mars            | avril           | mai             | juin        | jui.          | août         | sep.           | oct.          | nov.            | déc.             | année    |
| ------------------------------------- | -------------- | ---------------- | --------------- | --------------- | --------------- | ----------- | ------------- | ------------ | -------------- | ------------- | --------------- | ---------------- | -------- |
| Température minimale moyenne (°C)     | 1,4            | 1,4              | 3,9             | 5,1             | 9,1             | 11,7        | 13,7          | 13,7         | 10,1           | 7,4           | 3,8             | 2,3              | 7        |
| Température moyenne (°C)              | 4,1            | 4,8              | 8,4             | 10,1            | 14,4            | 17,2        | 19,6          | 20           | 15,5           | 11,6          | 6,9             | 4,7              | 11,4     |
| Température maximale moyenne (°C)     | 6,8            | 8,2              | 12,9            | 15,1            | 19,7            | 22,7        | 25,5          | 26,4         | 20,9           | 15,8          | 10              | 7,1              | 15,9     |
| Record de froid (°C) date du record   | −20 17.01.1985 | −14,5 07.02.1991 | −8 03.03.1986   | −5,5 12.04.1986 | −0,5 04.05.1979 | 3 04.06.01  | 5 04.07.1984  | 4 30.08.1986 | 1,5 29.09.1995 | −3 30.10.1997 | −9,5 24.11.1998 | −13,5 30.12.1985 | −20 1985 |
| Record de chaleur (°C) date du record | 16 09.01.1998  | 21,5 24.02.1990  | 24,5 29.03.1989 | 28 30.04.1994   | 30 15.05.1992   | 34 26.06.01 | 36,5 15.07.03 | 41 06.08.03  | 32 02.09.1984  | 30 01.10.1985 | 21 03.11.1993   | 16,5 01.12.1984  | 41 2003  |
| Précipitations (mm)                   | 54,5           | 50,1             | 49,1            | 53,8            | 64,1            | 56,6        | 53,2          | 58,4         | 59             | 67,2          | 64,7            | 66,9             | 697,6    |

### Milieux naturels et biodiversité

#### Espaces protégés
La protection réglementaire est le mode d’intervention le plus fort pour préserver des espaces naturels remarquables et leur biodiversité associée,.
Dans ce cadre, la commune fait partie d'un espace protégé, le Parc naturel régional du Gâtinais français, créé en 1999 et d'une superficie de 75 567 ha. D’une grande richesse en termes d’habitats naturels, de flore et de faune, il est un maillon essentiel de l’Arc sud-francilien des continuités écologiques (notamment pour les espaces naturels ouverts et la circulation de la grande faune),.
La réserve de biosphère « Fontainebleau et Gâtinais » est un espace protégé, créé en 1998 et d'une superficie totale de 150 544 ha (95 595 ha pour la zone de transition), qui concerne la commune. Cette réserve de biosphère, d'une grande biodiversité, comprend trois grands ensembles : une grande moitié ouest à dominante agricole, l’emblématique forêt de Fontainebleau au centre, et le Val de Seine à l’est. La structure de coordination est l'Association de la Réserve de biosphère de Fontainebleau et du Gâtinais, qui comprend un conseil scientifique et un Conseil Education, unique parmi les Réserves de biosphère françaises,.

## Urbanisme

### Typologie
Au 1er janvier 2024, Chevrainvilliers est catégorisée commune rurale à habitat dispersé, selon la nouvelle grille communale de densité à sept niveaux définie par l'Insee en 2022.
Elle est située hors unité urbaine. Par ailleurs la commune fait partie de l'aire d'attraction de Paris, dont elle est une commune de la couronne,. Cette aire regroupe 1 929 communes,.

### Occupation des sols
L'occupation des sols de la commune, telle qu'elle ressort de la base de données européenne d’occupation biophysique des sols Corine Land Cover (CLC), est marquée par l'importance des territoires agricoles (93,1 % en 2018), une proportion sensiblement équivalente à celle de 1990 (93,5 %). La répartition détaillée en 2018 est la suivante : 
terres arables (93,11 %), 
zones urbanisées (5,54 %), 
forêts (1,35 %).
| Type d’occupation | 1990      | 1990    | 2018      | 2018    | Bilan    |
| --- | --------- | ------- | --------- | ------- | -------- |
| Territoires artificialisés (zones urbanisées, zones industrielles ou commerciales et réseaux de communication, mines, décharges et chantiers, espaces verts artificialisés ou non agricoles) | 46,29 ha  | 5,17 %  | 49,59 ha  | 5,54 %  | 3,30 ha  |
| Territoires agricoles (terres arables, cultures permanentes, prairies, zones agricoles hétérogènes)                                                                                          | 836,96 ha | 93,48 % | 833,66 ha | 93,11 % | −3,30 ha |
| Forêts et milieux semi-naturels (forêts, milieux à végétation arbustive et/ou herbacée, espaces ouverts sans ou avec peu de végétation)                                                      | 12,07 ha  | 1,35 %  | 12,07 ha  | 1,35 %  | 0 ha     |

Parallèlement, L'Institut Paris Région, agence d'urbanisme de la région Île-de-France, a mis en place un inventaire numérique de l'occupation du sol de l'Île-de-France, dénommé le MOS (Mode d'occupation du sol), actualisé régulièrement depuis sa première édition en 1982. Réalisé à partir de photos aériennes, le Mos distingue les espaces naturels, agricoles et forestiers mais aussi les espaces urbains (habitat, infrastructures, équipements, activités économiques, etc.) selon une classification pouvant aller jusqu'à 81 postes, différente de celle de Corine Land Cover,,. L'Institut met également à disposition des outils permettant de visualiser par photo aérienne l'évolution de l'occupation des sols de la commune entre 1949 et 2018.

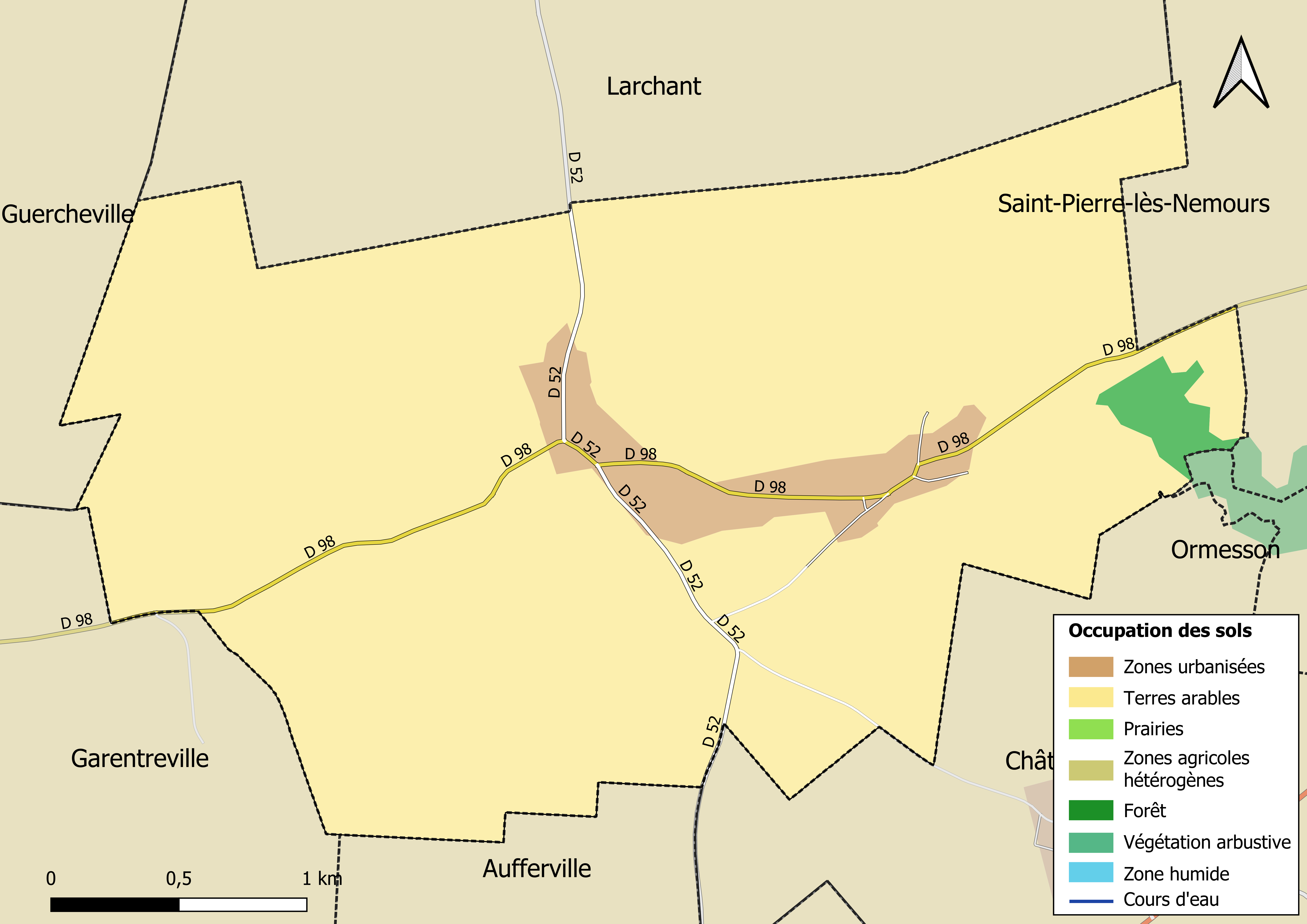
Carte des infrastructures et de l'occupation des sols en 2018 (CLC) de la commune.
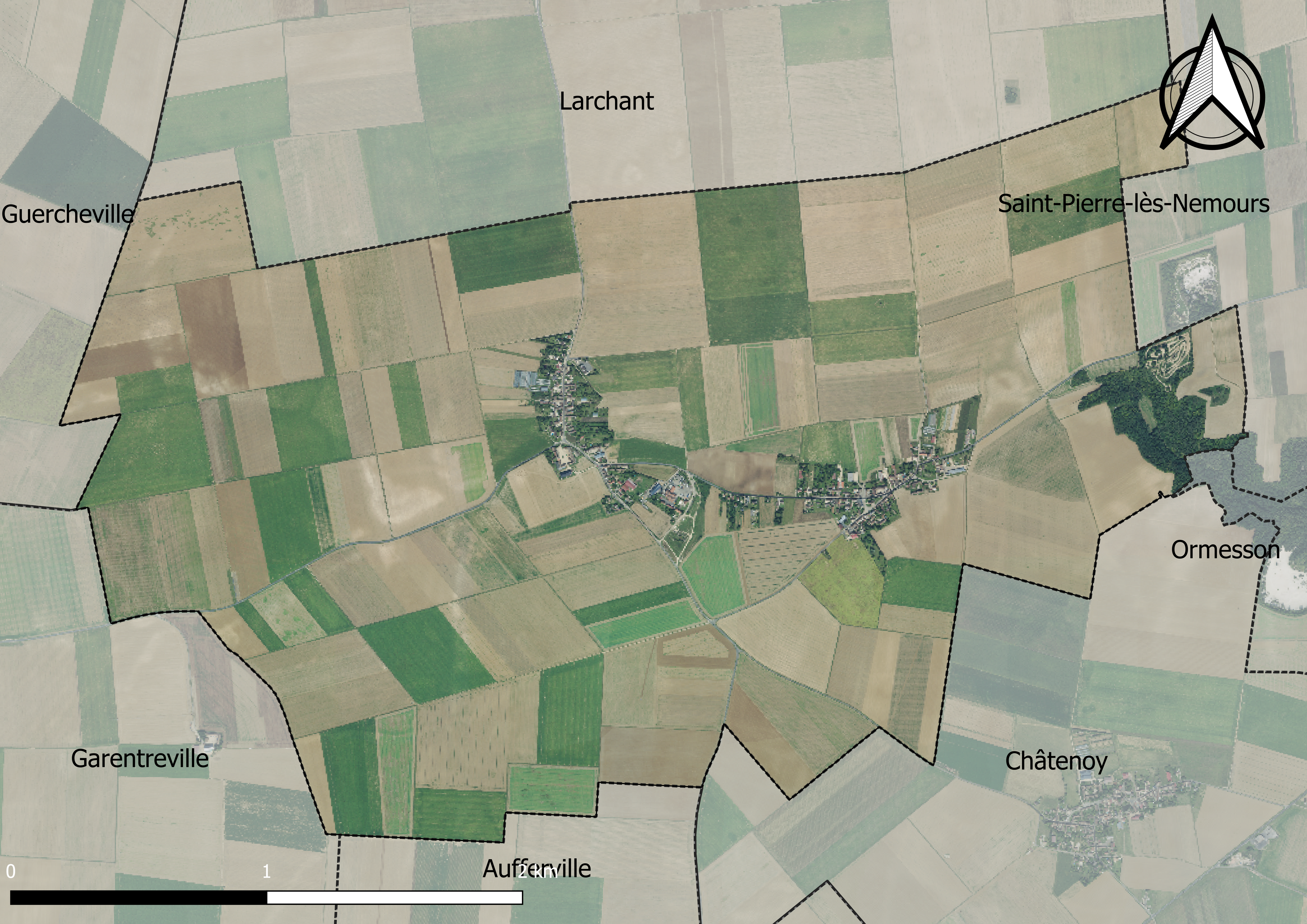
Carte orhophotogrammétrique de la commune.

### Planification
La loi SRU du 13 décembre 2000 a incité les communes à se regrouper au sein d’un établissement public, pour déterminer les partis d’aménagement de l’espace au sein d’un SCoT, un document d’orientation stratégique des politiques publiques à une grande échelle et à un horizon de 20 ans et s'imposant aux documents d'urbanisme locaux, les PLU (Plan local d'urbanisme). La commune est dans le territoire du SCOT Nemours Gâtinais, approuvé le 5 juin 2015 et porté par le syndicat mixte d’études et de programmation (SMEP) Nemours-Gâtinais.
La commune, en 2019, avait engagé l'élaboration d'un plan local d'urbanisme.

### Lieux-dits et écarts

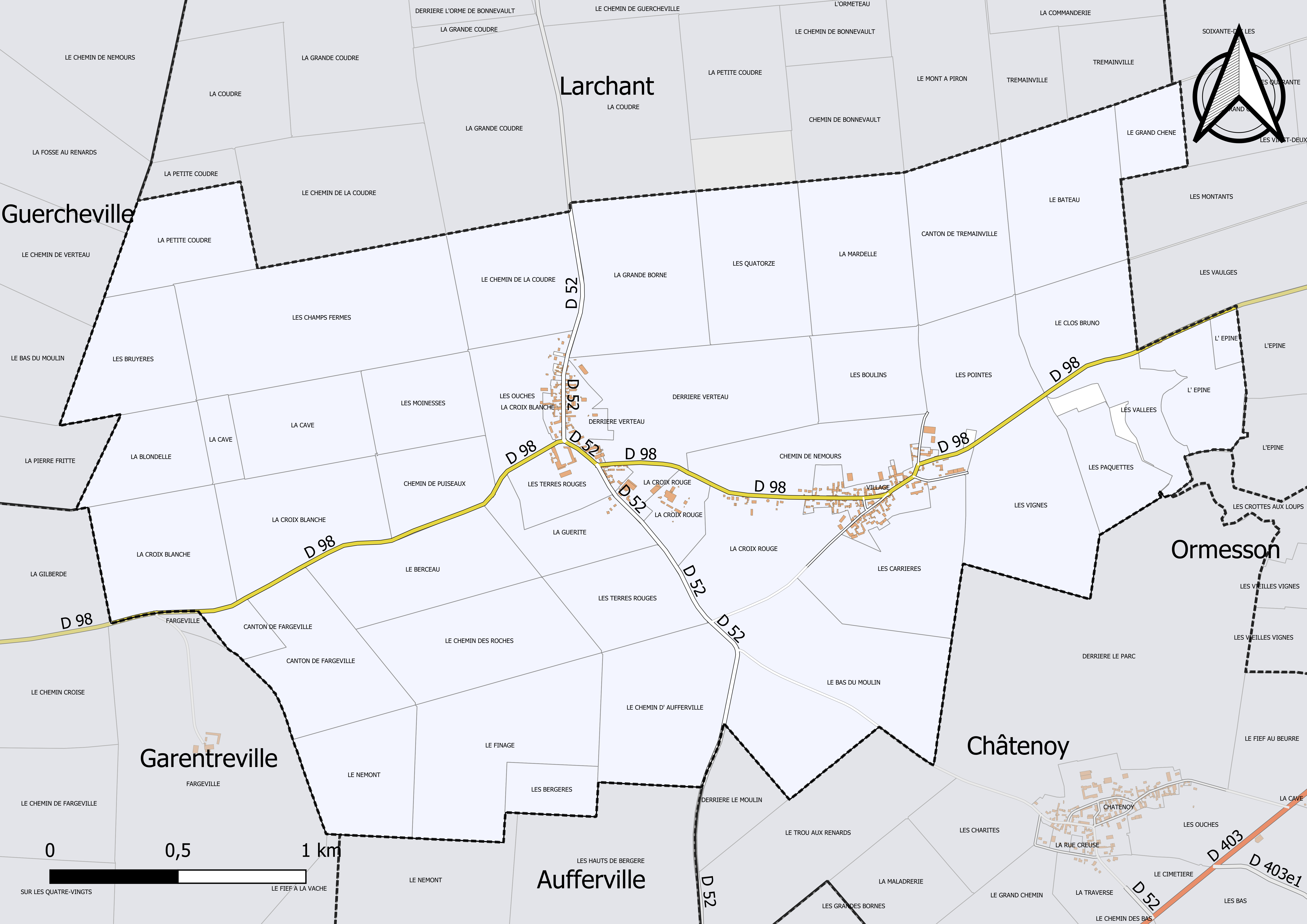
Carte du cadastre de la commune de Chevrainvilliers.

La commune compte 39 lieux-dits administratifs répertoriés consultables ici dont Verteau.

### Logement
En 2017, le nombre total de logements dans la commune était de 133 dont 100 % de maisons.
Parmi ces logements, 78,8 % étaient des résidences principales, 8,1 % des résidences secondaires et 13 % des logements vacants.
La part des ménages fiscaux propriétaires de leur résidence principale s'élevait à 95,4 % contre 2,8 % de locataires et 1,9 % logés gratuitement.

### Voies de communication et transports

#### Voies de communication

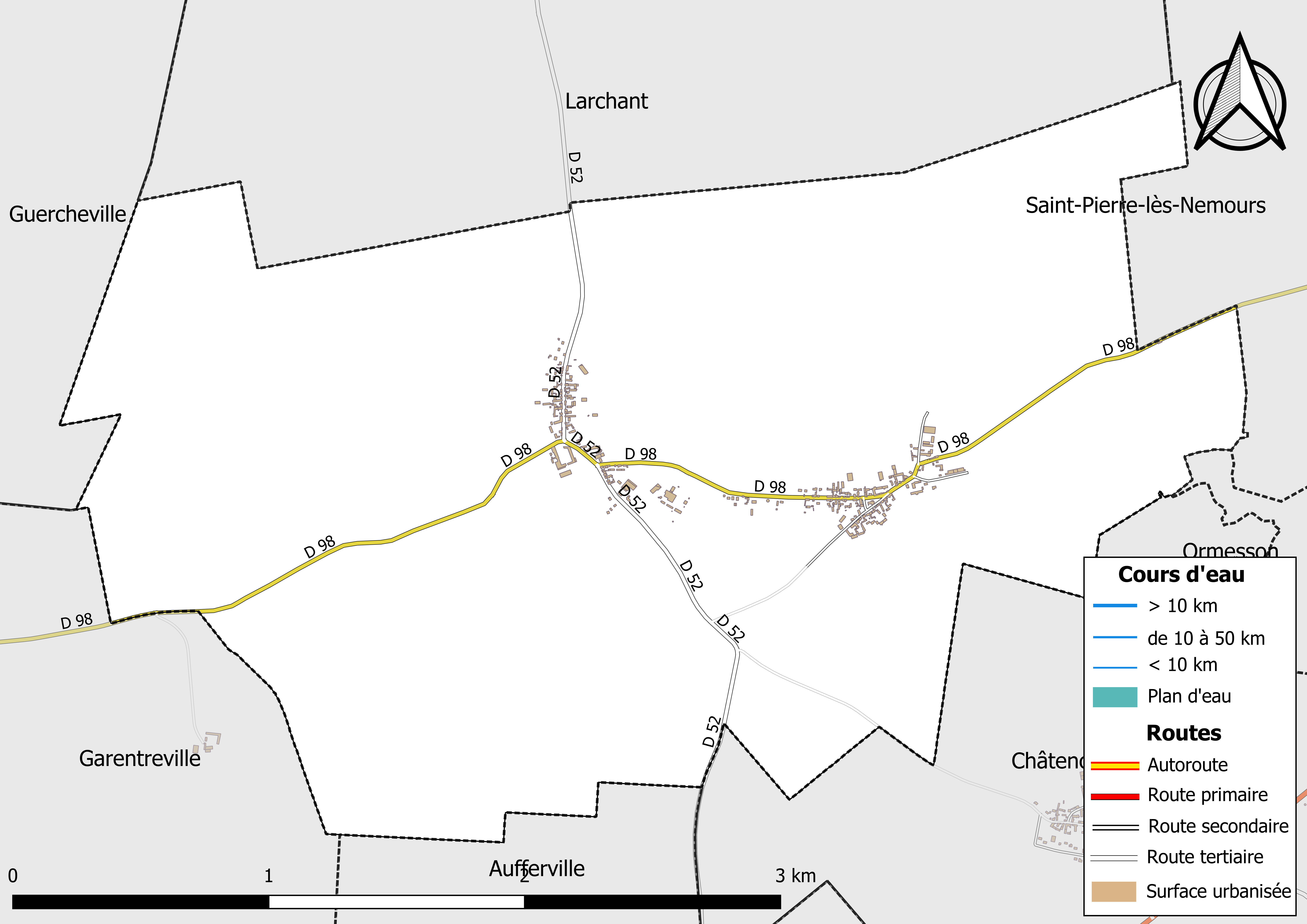
Carte des réseaux hydrographique et routier de Chevrainvilliers.

Deux routes départementales relient Chevrainvilliers aux communes voisines :
- la D 52, à Larchant, au nord ; et à Aufferville, au sud ;
- la D 98, à  Saint-Pierre-lès-Nemours, à l'est ; et Garentreville, à l'ouest.

#### Transports
Chevrainvilliers est desservie par deux lignes du réseau de bus Vallée du Loing - Nemours :
- la ligne 13A, qui relie Aufferville à Saint-Pierre-lès-Nemours ;
- la ligne 13C, qui relie Beaumont-du-Gâtinais à Saint-Pierre-lès-Nemours.

## Toponymie
Le nom de la localité est mentionné sous les formes Chevrosviley et Chevroviler en 1164 ; Chevrenviller en 1193, ; Parrochia de Caproso Villari en 1264, ; Chevrenviler en 1300 ; Chevrevillier en 1395,.
Du latin « capra », chèvre et « villa », domaine.

## Politique et administration

### Liste des maires
| Période   | Période  | Identité              | Étiquette | Qualité |
| --------- | -------- | --------------------- | --------- | ------- |
| 1804      | 1809     | Vannier               |           |         |
| 1809      | 1816     | François Dutoit       |           |         |
| 1816      | 1834     | Charles Leclair       |           |         |
| 1834      | 1846     | Jean Savinien Pasquet |           |         |
| 1846      | 1870     | Jean-Louis Billard    |           |         |
| 1870      | 1876     | Jacques Oudin         |           |         |
| 1876      | 1878     | André Billard, père   |           |         |
| 1878      | 1879     | André Billard, fils   |           |         |
| 1879      | 1883     | Étienne Cornichon     |           |         |
| 1883      | 1884     | Delphin Oudin         |           |         |
| 1884      | 1888     | Jules Filliau         |           |         |
| 1888      | 1904     | Étienne Cornichon     |           |         |
| 1904      | 1923     | Lucien Billard        |           |         |
| 1923      | 1925     | Alphonse Noret        |           |         |
| 1925      | 1941     | Lucien Billard        |           |         |
| 1941      | 1943     | Raymond Houy          |           |         |
| 1943      | 1945     | Jean Lasnier          |           |         |
| 1945      | 1953     | Raymond Houy          |           |         |
| 1953      | 1966     | Félix Oudin           |           |         |
| 1966      | 1974     | Robert Colleau        |           |         |
| 1974      | 1995     | Étienne Cornichon     |           |         |
| juin 1995 | 2007     | Georges Guyard        |           |         |
| juin 2007 | 2014     | Philippe Huré         |           |         |
| 2014      | En cours | Benoît Oudin          |           |         |

## Équipements et services

### Eau et assainissement
L’organisation de la distribution de l’eau potable, de la collecte et du traitement des eaux usées et pluviales relève des communes. La loi NOTRe de 2015 a accru le rôle des EPCI à fiscalité propre en leur transférant cette compétence. Ce transfert devait en principe être effectif au 1er janvier 2020, mais la loi Ferrand-Fesneau du 3 août 2018 a introduit la possibilité d’un report de ce transfert au 1er janvier 2026,.

#### Assainissement des eaux usées
En 2020, la commune de Chevrainvilliers ne dispose pas d'assainissement collectif,.
L’assainissement non collectif (ANC) désigne les installations individuelles de traitement des eaux domestiques qui ne sont pas desservies par un réseau public de collecte des eaux usées et qui doivent en conséquence traiter elles-mêmes leurs eaux usées avant de les rejeter dans le milieu naturel. Le Parc naturel régional du Gâtinais français assure pour le compte de la commune le service public d'assainissement non collectif (SPANC), qui a pour mission de vérifier la bonne exécution des travaux de réalisation et de réhabilitation, ainsi que le bon fonctionnement et l’entretien des installations,.

#### Eau potable
En 2020, l'alimentation en eau potable est assurée par le SIAEP de Nemours, Saint-Pierre qui en a délégué la gestion à une entreprise privée,,.

## Population et société

### Démographie
Ses habitants sont appelés les Capaivillariens (cette graphie, rapportée par www.habitants.fr et attestée nulle part ailleurs, pourrait être une coquille pour Caprivillariens, plus plausible étymologiquement).
L'évolution du nombre d'habitants est connue à travers les recensements de la population effectués dans la commune depuis 1793. Pour les communes de moins de 10 000 habitants, une enquête de recensement portant sur toute la population est réalisée tous les cinq ans, les populations de référence des années intermédiaires étant quant à elles estimées par interpolation ou extrapolation. Pour la commune, le premier recensement exhaustif entrant dans le cadre du nouveau dispositif a été réalisé en 2008.

En 2022, la commune comptait 255 habitants, en évolution de +9,44 % par rapport à 2016 (Seine-et-Marne : +3,92 %, France hors Mayotte : +2,11 %).
| 1793 | 1800 | 1806 | 1821 | 1831 | 1836 | 1841 | 1846 | 1851 |
| ---- | ---- | ---- | ---- | ---- | ---- | ---- | ---- | ---- |
| 272  | 249  | 269  | 247  | 284  | 279  | 261  | 271  | 298  |

| 1856 | 1861 | 1866 | 1872 | 1876 | 1881 | 1886 | 1891 | 1896 |
| ---- | ---- | ---- | ---- | ---- | ---- | ---- | ---- | ---- |
| 299  | 304  | 298  | 300  | 306  | 298  | 318  | 349  | 345  |

| 1901 | 1906 | 1911 | 1921 | 1926 | 1931 | 1936 | 1946 | 1954 |
| ---- | ---- | ---- | ---- | ---- | ---- | ---- | ---- | ---- |
| 331  | 330  | 314  | 294  | 307  | 297  | 274  | 261  | 283  |

| 1962 | 1968 | 1975 | 1982 | 1990 | 1999 | 2006 | 2008 | 2013 |
| ---- | ---- | ---- | ---- | ---- | ---- | ---- | ---- | ---- |
| 277  | 214  | 222  | 222  | 236  | 226  | 223  | 222  | 221  |

| 2018 | 2022 | - | - | - | - | - | - | - |
| ---- | ---- | - | - | - | - | - | - | - |
| 250  | 255  | - | - | - | - | - | - | - |

## Économie

### Revenus de la population et fiscalité
En 2018, le nombre de ménages fiscaux de la commune était de 109, représentant 273 personnes et la  médiane du revenu disponible par unité de consommation  de 25 970 euros.

### Emploi
En 2018 , le nombre total d’emplois dans la zone était de 34, occupant 111 actifs  résidants.
Le taux d'activité de la population (actifs ayant un emploi) âgée de 15 à 64 ans s'élevait à 76,4 % contre un taux de chômage de 9 %. 
Les 14,6 % d’inactifs se répartissent de la façon suivante : 6,9 % d’étudiants et stagiaires non rémunérés, 4,9 % de retraités ou préretraités et 2,8 % pour les autres inactifs.

### Secteurs d'activité

#### Entreprises et commerces
En 2019, le nombre d’unités légales et d’établissements (activités marchandes hors agriculture) par secteur d'activité était de 15 dont 5 dans la construction, 4 dans le commerce de gros et de détail, transports, hébergement et restauration, 3 dans les activités spécialisées, scientifiques et techniques et activités de services administratifs et de soutien, 2 dans l’administration publique, enseignement, santé humaine et action sociale et 1  était relatif aux autres activités de services.
En 2020,  2entreprises ont été créées sur le territoire de la commune, dont 1 individuelles.
- Activité ancienne : râperie de betteraves à sucre à Verteau (1874-1949).

Au 1er janvier 2021, la commune ne disposait pas d’hôtel et de terrain de camping.

#### Agriculture
Chevrainvilliers est dans la petite région agricole dénommée le « Gâtinais », à l'extrême sud-ouest du département, s'étendant sur un large territoire entre la Seine et la Loire sur les départements du Loiret, de Seine-et-Marne, de l'Essonne et de l'Yonne. En 2010, l'orientation technico-économique de l'agriculture sur la commune est la culture de céréales et d'oléoprotéagineux (COP).
Si la productivité agricole de la Seine-et-Marne se situe dans le peloton de tête des départements français, le département enregistre un double phénomène de disparition des terres cultivables (près de 2 000 ha par an dans les années 1980, moins dans les années 2000) et de réduction d'environ 30 % du nombre d'agriculteurs dans les années 2010. Cette tendance se retrouve au niveau de la commune où le nombre d’exploitations est passé de 9 en 1988 à 5 en 2010. Parallèlement, la taille de ces exploitations augmente, passant de 101 ha en 1988 à 145 ha en 2010.
Le tableau ci-dessous présente les principales caractéristiques des exploitations agricoles de Chevrainvilliers, observées sur une période de 22 ans : 
|                                      | 1988 | 2000 | 2010 |
| ------------------------------------ | ---- | ---- | ---- |
| Dimension économique,                |      |      |      |
| Nombre d’exploitations (u)           | 9    | 7    | 5    |
| Travail (UTA)                        | 20   | 19   | 7    |
| Surface agricole utilisée (ha)       | 913  | 914  | 727  |
| Cultures                             |      |      |      |
| Terres labourables (ha)              | 912  | 913  | 727  |
| Céréales (ha)                        | 677  | 581  | 493  |
| dont blé tendre (ha)                 | 369  | 441  | 280  |
| dont maïs-grain et maïs-semence (ha) | 33   |      | s    |
| Tournesol (ha)                       | 32   |      | s    |
| Colza et navette (ha)                | s    | s    | s    |
| Élevage                              |      |      |      |
| Cheptel (UGBTA)                      | 10   | 3    | 0    |

## Culture locale et patrimoine

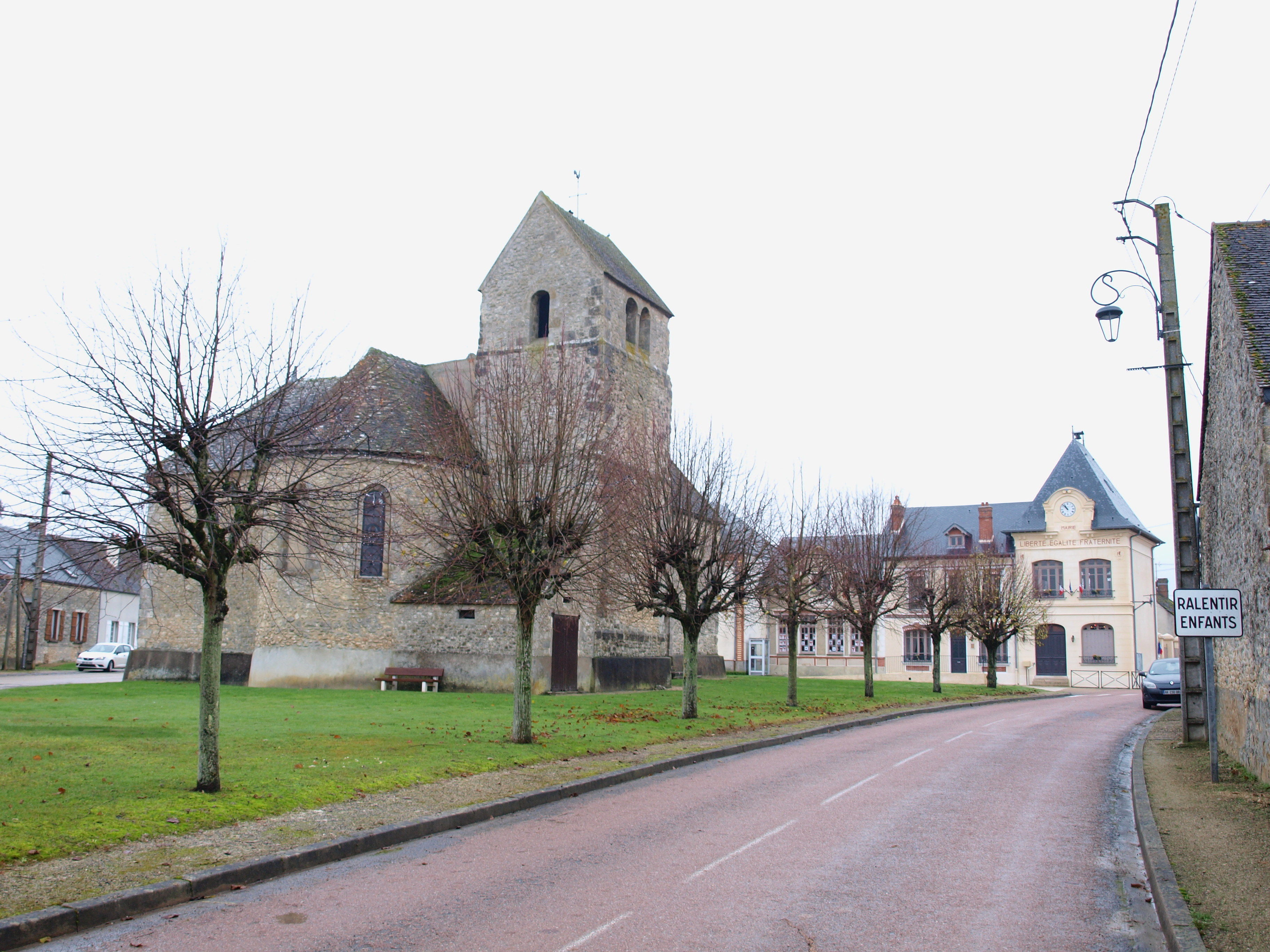
L'église Saint-Fiacre et la mairie.

### Lieux et monuments
- Église Saint-Fiacre (XIIe-XVe siècle)  Inscrit MH (1926)[61],[62].
- Ancien château de Verteau (XVIIe siècle) (ferme à cour carrée).
- Ancien château de Chevrainvilliers (XVIIe siècle) (ferme à cour carrée).
- Mairie-école (XIXe siècle).

### Patrimoine culturel
- Tournage du film de Claude Pinoteau La Gifle en 1974 avec Isabelle Adjani, Annie Girardot, Francis Perrin et Lino Ventura[réf. nécessaire].

### Héraldique
| Blason de Chevrainvilliers | Blason  | Parti : au 1er gironné d'argent et de gueules, au 2d d'azur à cinq fleurs de lys d'or, 2, 2 et 1.                                                 |
| Blason de Chevrainvilliers | Détails | Le premier est aux armes de la famille de Rogres (olim Rogre) dont étaient issus d'anciens seigneurs de Chevrainvilliers. Adopté le 28 juin 2021. |